# Aldealengua de Santa María
Aldealengua de Santa María is een gemeente in de Spaanse provincie Segovia in de regio Castilië en León met een oppervlakte van 19,73 km². Aldealengua de Santa María telt 62 inwoners (1 januari 2016).

## Demografische ontwikkeling
Bron: INE, 1857-2011: volkstellingen